# Wally Dressel
Pour les articles homonymes, voir Dressel.
Waltraud "Wally" Dressel, née le 3 juin 1893 à Magdebourg et morte le 10 juin 1940 dans la même ville, est une nageuse allemande.

## Carrière
Aux Jeux olympiques de 1912, Wally Dressel remporte la médaille d'argent du relais 4 x 100 mètres nage libre avec Louise Otto, Grete Rosenberg et Hermine Stindt. Elle est également demi-finaliste du 100 mètres nage libre.
Elle est championne d'Allemagne du 100 mètres nage libre en 1909 et en 1910.